# 夏祖焯
夏祖焯（1941年11月26日—），筆名夏烈，是一名臺灣工程學者、作家。為文學評論家夏承楹和文學家林海音長子。密西根大學土木工程系博士，曾在美國聯邦政府擔任工程專案經理，先後任教於國立清華大學中國文學系、世新大學通識教育中心、國立成功大學水利及海洋工程學系與通識教育中心。
夏祖焯的文學創作以小說為主，出版有小說集《最後的一隻紅頭烏鴉》（純文學出版）、《夏獵》（九歌出版），其中憑《夏獵》在1994年獲頒國家文藝獎。同時也兼及論述，其他著作有《流光逝川》、《近代外國文學思潮》、《城南少年遊》、《春閨夢裡人》等。